# へんしん!ポンポコ玉
『へんしん!ポンポコ玉』（へんしんぽんぽこだま）は、1973年4月15日から7月29日まで、TBS系で毎週日曜19:00 - 19:30(JST)に全15話が放送された、国際放映制作のテレビドラマ。

## 概要
変身ブームの要素を変則的に取り入れた特撮ファンタジー作品。「へんしん」と言っても、主人公がヒーローに変身するわけではなく、男性と女性の性が入れ替わるというもので、後年の『転校生』の先駆け的な作品だが、実際には主人公2人の人格が入れ替わる程度の描写に抑えられた。その一方で、四代目三遊亭小圓遊・小松政夫・土居まさるといった、様々な著名芸能人が毎回のゲストに起用された。
『魔人ハンター ミツルギ』に続く国際放映制作の「アニクリエーション」作品第2弾だが、人形アニメはペケペケの動きを中心としており、人形アニメによる戦闘シーンをクライマックスとしていた『ミツルギ』よりも控え目な使われ方となっている。
視聴率は振るわず、『タケダアワー』では1969年放送の『妖術武芸帳』の13回に次ぐ15回で打ち切りとなった。放送終了から10年以上が経過した1980年代後半に入り、「かつて塩沢ときが出演していた番組」として『テレビ探偵団』などの懐古番組で幾度か取り上げられた。
ペケペケの声を担当した阪脩と次回予告予告ナレーションの声を担当した太田淑子も実際のところ夫婦共演作であった。

## ストーリー
同じ日に隣同士に引っ越してきた立花家と河井家だが、ライバル意識が強かったにもかかわらず、中学生同士の百合と陽一は仲良くなった。2人は空き地でタヌキのぬいぐるみを拾ったのだが、それは宇宙人のペケペケで2人に赤い玉と青い玉をくれた。その玉を使うと10分間だけ入れ替わることができるのだ。そのせいで2人の周りは大騒動に巻き込まれるのだった。

## 主な登場キャラクター
立花 百合（たちばな ゆり）
立花家の一人娘で中学生。美少女だが勝気で男勝り。ペケペケからもらった赤い「ポンポコ玉」を所有している。
河井 陽一（かわい よういち）
立花家の隣人である河井家の一人息子で、同じく中学生。秀才だが気弱。青い「ポンポコ玉」を所有している。
ペケペケ
立花家と河井家の近くの空き地で、百合と陽一が見つけた、タヌキのぬいぐるみそっくりな宇宙人。助けてくれた御礼に、2人に「ポンポコ玉」をプレゼントした。一人称は「我輩」。普段は百合の部屋でタヌキのぬいぐるみに扮して住んでいる。ストーリー冒頭とエピローグでは視聴者に語り掛けることが多い。
鵜之目 タカ子（うのめ タカこ）
立花家と河井家の近所に、夫・トビ夫と共に住む、口うるさいおばさん。偶然百合と陽一の入れ替わりを目撃し、秘密を探ろうとしている。「見たわよ、見たわよ」や「ああた、ああた」が口癖。キャラの原典は『奥さまは魔女』のクラディッツ夫人（「ああた」も彼女の口癖から引用）。

## ポンポコ玉
ペケペケが百合と陽一にプレゼントした玉で、2人が玉を出して向き合い、（百合）「男になりたい」（陽一）「女になりたい」（2人）「ポンポコピー!」と唱えることで、2人の性が入れ替わる。ただし効力は10分しかなく、タイムリミットが過ぎると、強制的に2人の性は元に戻る。

## スタッフ
- プロデューサー：古屋克征
- 音楽：来宮洋一
- 撮影：西川芳男
- 照明：岡庭正隆
- 録音：熊谷宏、渋谷明憲
- 美術：筒井増男
- 編集：神谷信武
- 助監督：吉田啓一郎
- 日本アニクリエーションプロ：中村武雄
- タイトルバック：マガリ文子
- 効果：イシダ・サウンドプロ
- 協力：宮田家具店
- 制作担当：小島高治
- 現像：東京現像所
- 舞台装置：美建興業株式会社
- 殺陣師：上西弘次
- アニクリエーション：マガリたけお
- 制作：国際放映、TBS

## 主題歌
- OP主題歌『へんしん!ポンポコ玉』作詞：有馬三恵子 作曲：葵まさひこ 唄：斉藤美晴（東京レコード）
- 『いい子ちゃん』作詞：有馬三恵子 作曲：葵まさひこ 唄：山本茉実とムーンドロップス

主題歌の発売元である東京レコードは、TBSの関連子会社。後年ディスコメイトレコードへと名称変更され、1985年に事業解散となった。
主題歌は、1995年2月1日に東芝EMIから発売されたCD「オリジナル版 懐かしの特撮ヒーロー大全」（第5巻）にも収録されている。

## キャスト
- 安東結子（立花百合）
- 小林文彦（河井陽一）
- 堺左千夫（立花一平）
- 姫ゆり子（立花かおる[注 1]）
- 砂塚秀夫（河井陽太郎）
- 小林千登勢（河井明子）
- 鮎川浩（鵜之目トビ夫）
- 塩沢とき（鵜之目タカ子）
- 阪脩（ペケペケの声）
- 福崎和宏（大久保大介）
- 樋田康（大久保ゴンタ）
- 飯村美代子（小林ルミ子）
- 太田淑子（次回予告ナレーションの声）

## 放送日程
| 放送回 | 放送日  | サブタイトル                 | 脚本            | 監督     | ゲスト |
| ------ | ------- | ---------------------------- | --------------- | -------- | --- |
| 1      | 4月15日 | 変てこ変てこナノダ!          | 長野洋          | 坪島孝   | - 三遊亭小圓遊（警察官） |
| 2      | 4月22日 | おやおや?おやおやナノダ!     | 長野洋          | 坪島孝   | - なべおさみ（なべ先生） - 奥村公延（春野社長） - 小磯マリ（西野先生） - 野口元夫（園長） |
| 3      | 4月29日 | はてはて?はてはてナノダ!     | 長野洋          | 野崎貞夫 | - 毒蝮三太夫（セールスマン） |
| 4      | 5月06日 | バッチリ、ばっちりナノダ!    | 大野武雄        | 野崎貞夫 | - 土居まさる（先生） - 西岡慶子（山田先生） |
| 5      | 5月13日 | ドッキリ?どっきりナノダ!     | 長野洋          | 坪島孝   | - 児島美ゆき（春野夏子） - 奥村公延（春野社長） |
| 6      | 5月20日 | 見ちゃった!見ちゃったナノダ! | ジェームス三木  | 坪島孝   | - 犬塚弘（伊東先生） - 田武謙三（教頭） - 都家歌六（三助） - 広瀬正一（水道屋） - 牧野和子（野村夫人） - 入江ゆき（山口夫人） - 小磯マリ（西野先生） - 江藤博利（キック） - 松本うたか（メダマ） |
| 7      | 5月27日 | マラソン、アラッそうナノダ!  | 大野武雄        | 野崎貞夫 | - 玉川良一（五木武利） - 西岡慶子（山田先生） |
| 8      | 6月03日 | ピンチ?ぴんちナノダ!         | 長野洋          | 野崎貞夫 | - 正司玲児（怪盗ホワイト） - 正司敏江（怪盗ブラック） - 車だん吉（警官A） - 岩がん太（警官B） - 畠山麦（ぶつかった男）                                                                           |
| 9      | 6月10日 | 大当り!大当りナノダ!         | 田波靖男        | 坪島孝   | - 人見明（三太） - 牧野和子（野村夫人） - 入江ゆき（山口夫人） - 小磯マリ（西野先生） - 北川陽一郎（警官） - 美笹ゆき子（美容師）                                                                |
| 10     | 6月17日 | うっかり?うっかりナノダ!     | 長野洋 服部一久 | 坪島孝   | - 小島三児（三次） - 木島新一（編集長） - 林寛一、今井和雄（社員） - 小山百合子、片野典子（女中）                                                                                                |
| 11     | 6月24日 | シビレタ!しびれたナノダ!     | 長野洋          | 上野英隆 | - 小松政夫（解説者） - 江藤博利、喜久川清（仲間） |
| 12     | 7月01日 | オヤオヤ孝行!親孝行ナノダ!   | 田波靖男        | 上野英隆 | - 大泉滉（雨傘栗介） - 豊村真理子（ウエトレス） - 若原初子（小母さん） |
| 13     | 7月08日 | 早起き?早起きナノダ!         | 長野洋          | 野崎貞夫 | - 赤津進（山田昇） - 青沼三朗（老人） - 小磯マリ（西野先生） - 江原一哉（ラッキョウ） - 谷村昌彦（販売店の主人）                                                                                 |
| 14     | 7月15日 | 子連れ?子連れナノダ!         | 大野武雄        | 野崎貞夫 | - 品川隆二（尾上） - 内海敏彦（大五郎） - 関国麿（先生） - 菊地正孝（ウェイター） - 青山美樹（生徒）                                                                                             |
| 15     | 7月29日 | ヤッパリ!やっぱりナノダ!     | 長野洋          | 坪島孝   | - 田武謙三（教頭先生） - 海野かつを（水泳の先生） - 牧野和子（生花の先生） - 入江ゆき（日舞の先生） - 鈴木治夫（お巡りさん） - 向井淳一郎（茶の湯の先生）                                        |

## 漫画
小学館の学習雑誌に連載された。
- 小学一年生 1973年6月号 - 8月号 竹中きよし
- 小学二年生 1973年6月号 - 8月号 竹中きよし
- 小学三年生 1973年6月号 - 9月号 大岡まち子
- 小学四年生 1973年6月号 - 8月号 志村みどり
- 小学五年生 1973年6月号 - 8月号 志村みどり

## 映像ソフト
2006年11月22日に日本クラウンより、初ソフト化となる3枚組のDVDが発売された他、2020年8月28日にはベストフィールドより「昭和の名作ライブラリー」シリーズとして2枚組のBDが発売された。